# أبريل تشارني
أبريل تشارني (بالإنجليزية: April Charney)‏ هي داعية ومدافعة عن المستهلك الأميركى والتي اشتهرت بخدمتها في مكتب المساندة القانونية لمنطقة جاكسونفيل من 2004 حتى أوائل2012. كانت تشارنى في طليعة الكفاح القانونى ضد الحجز غير القانونى علي الرهن في أميركا حيث كان يتم استخدام ممارسات احتيالية. وقد جادلت بنجاح في عدد من استراتيجيات الدفاع القانونية الخاصة بالرهن والتي اشتملت علي تقديم مذكرة الرهن بين المقترض والمقرض وأقوال كلا من الطرفين، المدعي والمدعي عليه.
وكانت تشارنى محام المساندة القانونية التي جذبت الانتباه الوطنى إلى اجراءات البنوك الغير قانونية في قضايا حجز الرهن في جاكسونفيل من خلال اصطحابها لاحدي الصحفيين( مات تاييبي( Matt Taibbi ) _ صحفي ومؤلف أميريكي)  في واحدة من جلسات الاستماع حيث شاهد ما كان يحدث بشكل مباشر. وفي نوفمبر 2010، وثقت حملة (غزو خاطفي المنازل The Invasion of Home Snatchers) والتي نشرت بواسطة «روللنج ستون» الممارسات المستخدمة في جلسات استماع المحكمة العامة. وذكرالمراسل أيضا في مقاله أن القاضى قام بتخويف صاحب منزل تم الحجز عليه بسبب الرهن من التحدث إلى المراسل، وبعدها بوقت قصير قام بتهديد تشارنى عبر البريد الإلكترونى وانه عند تكرار ذلك -إحضار صحفي الي إلمحكمة- سيوجه لها إتهاماً بجلب شخص غريب إلى محكمته.
وكعضو في الرابطة الوطنية لحماية المستهلك وعضو في الرابطة الوطنية لمحامي الدفاع ضد إفلاس المستهلكين، أرشدت تشارنى المدافعين والمحامين في جميع أنحاء البلاد لاستراتيجيات الدفاع في قضايا الرهن والتكتيكات لحماية المستهلكين. وتؤكد تشارني أن عدد قليل من المحامين على دراية جيدة بالقضايا القانونية في مثل هذه الحالات، وأن القضاة في كثير من الأحيان ليس على دراية بتفاصيل الإستراتيجات البنكية والتي  تم تطويرها في ظل الأنظمة المتراخية خلال العقود الأخيرة، والتي عجلت  بالأزمة الاقتصادية التي بدأت في أواخر الألفية الثانية. كانت تشارنى متحدثة جيدة وبارزة خلال العديد من الدورات التدريسية التي تسعى لجعل المعرفة بالعلاجات القانونية لمثل هذة الحالات في متناول المحامين والمستهلكين الذين يمثلونهم.
ساعدت شارنى في بداية حياتها المهنية الكثير من المستأجرين ذوى الدخول المنخفضة في ساراسوتا، ولاية فلوريدا ، في محاربة الإخلاء غير الصحيح. وبين عامى 1991و2003 عملت بالقانون بساراسوتا مع «جلفكوست للخدمات القانونية» كمديرة فريق المحامين. وبعد ذلك انتقلت الي مكان إقامة ثاني في جاكسونيفيل لعملها الجديد في مكتب المساندة القانونية  لمنطقة جاكسونيفيل.
وبسبب معاناتها من مرض خطير هدد حياتها في 2012، استقالت تشارنى من منصبها في جاكسونفيل، وبعد خروجها من المشفى انتقلت للعيش بمقر إقامتها السابق لفترة تعافى طويلة، ورغم ذلك فإنها واصلت أنشطتها الدعوية والتعليمية الإستنتاجيه في جميع أنحاء البلد.
في عام 2012 كانت تشارنى واحده من أهم اثنين من خبراء قضايا الرهن والذين برزوا من قبل مجلس البلدية لمقاطعة ساراسوتا، اتحاد الجمعيات المجاورة. وستظهر في  حدث خاص وهام بعنوان (Foreclosure Mess 101) في  سبتمبر 2013، يعد تحديث من قبل أبريل والتي ستعقد من قبل نفس المنظمة.